# Alcyona
Alcyona – białoruski zespół muzyczny grający muzykę rockową z pogranicza power metalu i metalu symfonicznego, z elementami etnicznymi, założony w 2010 roku, a śpiewający zasadniczo po angielsku. Styl grupy wyróżniał operowy sopran jej wokalistki - Olgi Terentiewy, która kształciła się muzycznie w Polsce, w Państwowej Szkole Muzycznej I i II st. w Zabrzu, a następnie wyjechała na studia do Mińska gdzie studiuje na tamtejszej Akademii Muzycznej i pracuje w Teatrze Operowym. Wokalistka odeszła z zespołu po koncercie, który odbył się 7 marca 2018. Wg Encyclopaedia Metallum nową wokalistką zespołu jest Anastasia Shilets, jednak oficjalna strona zespołu nie zawiera takiej informacji. Nazwa zespołu jest nawiązaniem do najjaśniejszej gwiazdy w Plejadach, o nazwie Alkione.

## Skład zespołu
- Natalia Szatowa - instrumenty klawiszowe, kompozycja i aranżacja utworów, teksty,
- Jewgienij Malej - bas, wokal, kompozycja,
- Nikolai Sidorewicz - gitary,
- Daria Szewczuk - perkusja,
- Ulyana Antonyuzhenko - wokal.

## Dawni członkowie zespołu
- Olga Terentiewa - wokal (do 7 marca 2018),
- Anatolij Afanasenok - perkusja.

## Dyskografia
- "The lost valley" (2017 r.) – singel,
- "Enchantment" (2017 r.) – singel,
- "Enchantment" (2017 r.) – teledysk,
- "Моя Весна" (styczeń 2018 r.) – teledysk,
- "Trailblazer" (2018 r.) – płyta długogrająca,
- "Samhain" (2018 r.) – singel.

## Trailblazer
Jedyna, jak dotąd, płyta długogrająca zespołu. Zawiera ona 9 utworów śpiewanych w języku angielskim i jeden po rosyjsku. Śpiewa jeszcze Olga Terentiewa. Ich tytuły są następujące:
- "Enchantment" (4'20")
- "Dreamroad" (4'26")
- "The Kingdom of Might" (4'51")
- "Sacred Fire" (4'1")
- "Osceola" (5'37")
- "Memories in the Vessel" (5'35")
- "The Lost Valley" (3'53")
- "Сircle of Life" (4'4")
- "The Kings of Show" (3'59")
- "Моя весна" (5'10")

Jej producentami są członkowie zespołu - Ewgienij i Natalia Malei. Nagrania dokonano pomiędzy 16 kwietnia 2017, a 17 lutego 2018, w studiu Alcyony, w Mińsku, na Białorusi. Materiał zmiksowany i zmasterowany 17 maja 2018 przez Maxa Forneusa (Gruzja). Inżynier dźwięku - Ewgienij Malei.